# Spilosmylus leucomatodes
Spilosmylus leucomatodes is een insect uit de familie watergaasvliegen (Osmylidae), die tot de orde netvleugeligen (Neuroptera) behoort. 
Spilosmylus leucomatodes is voor het eerst wetenschappelijk beschreven door Navás in 1911. De soort komt voor in Congo-Kinshasa (vermoedelijk).